# Alacsony pozdor
Az alacsony pozdor (Scorzonera humilis) az őszirózsafélék családjába tartozó, május-júniusban nyíló, sárga vadvirág.

## Megjelenése
Az alacsony pozdor 20–30 cm magas lágyszárú évelő növény. Erős, fekete karógyökérrel kapaszkodik a talajba. Szára többnyire egyenes, ritkán elágazó, eleinte fehér szőrökkel borított. A szár vagy levéltelen vagy egy-három keskeny, ülő szárlevél található rajta. A többi levél tőlevélrózsát alkot, száruk hosszú és gyapjas. Alakjuk szélesen, tojásdadon lándzsás, szélük ép, erezetük párhuzamos. A fiatal levelek pelyhesek, később a pihék lekopnak és csupasszá válnak. Levelei hasonlítanak az útifűére.
Május-júniusban virágzik. Fészkes virágzata a szár végén egyedül nyílik. Átmérője 5–6 cm. A szirmok sárgák (esetenként halványsárgák, esetleg kissé lilásak) végük ötfogú.
Termése 7–11 mm hosszú kaszat, amelyhez hosszú, pihés repítőszőrök csatlakoznak.
Kromoszómaszáma 2n=14.

## Elterjedése és termőhelye
Európai faj, Dél-Európától Skandináviáig, a Brit-szigetektől a Kaukázusig előfordul. Magyarországon a Dunántúli-középhegységben, a Nyugat-Dunántúlon, a Kisalföldön, a Nagyalföldön és a Duna-Tisza közén jellemző. Ritka növény, több országban veszélyeztetett. 
Lápréteken, füves tölgyesekben, erdeifenyvesekben terem. A többé-kevésbé nedves, savanyú vagy semleges kémhatású, homokos vagy agyagos, tápanyagban szegény talajt preferálja. Mészkerülő. Erőteljes karógyökere ehető és keményítő helyett inulint tartalmaz, így cukorbetegek is fogyaszthatják.
Magyarországon 2012 óta védett, természetvédelmi értéke 5 000 Ft.

## Galéria

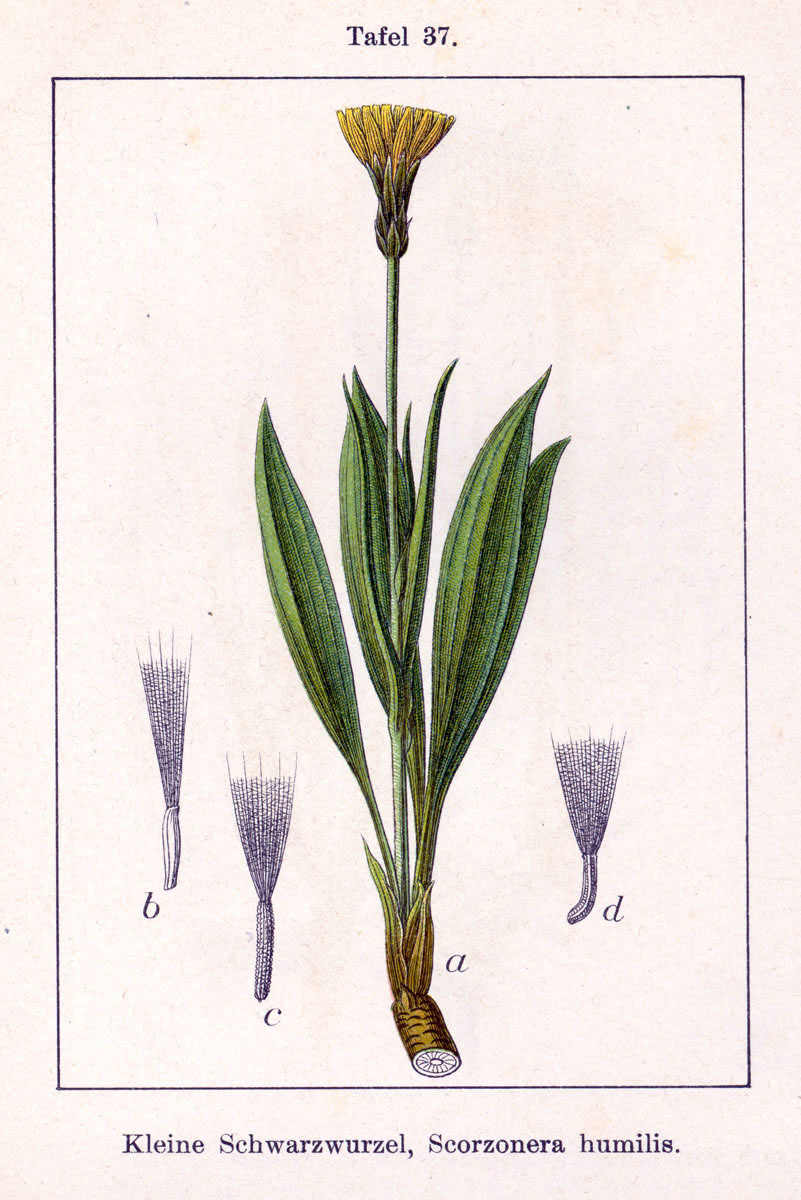
Alacsony pozdor 1796-os Deutschlands Flora in Abbildungen-ben
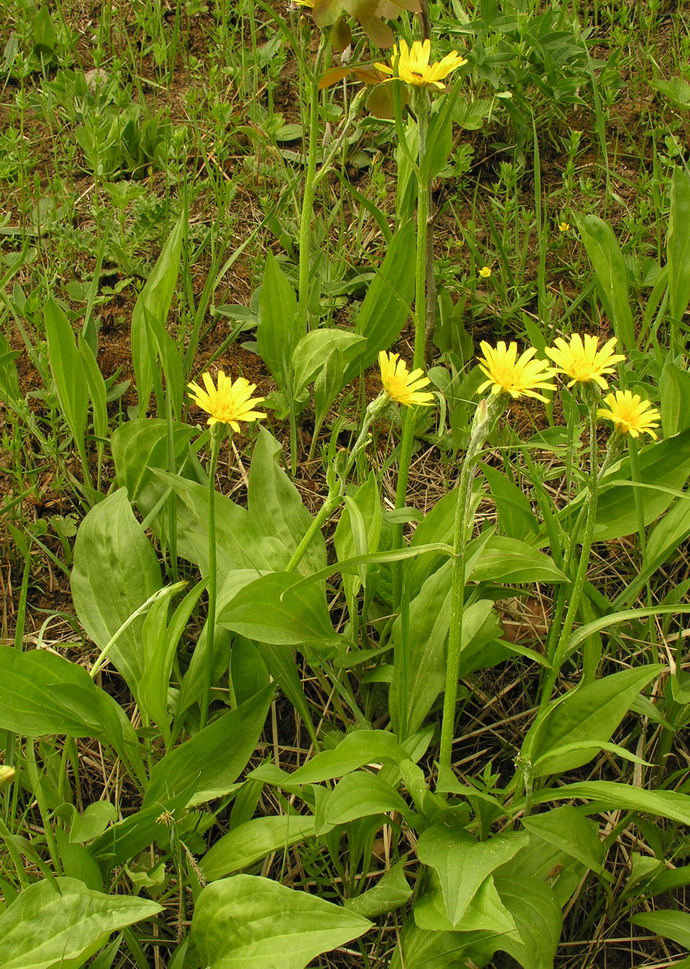
Virágzó növény
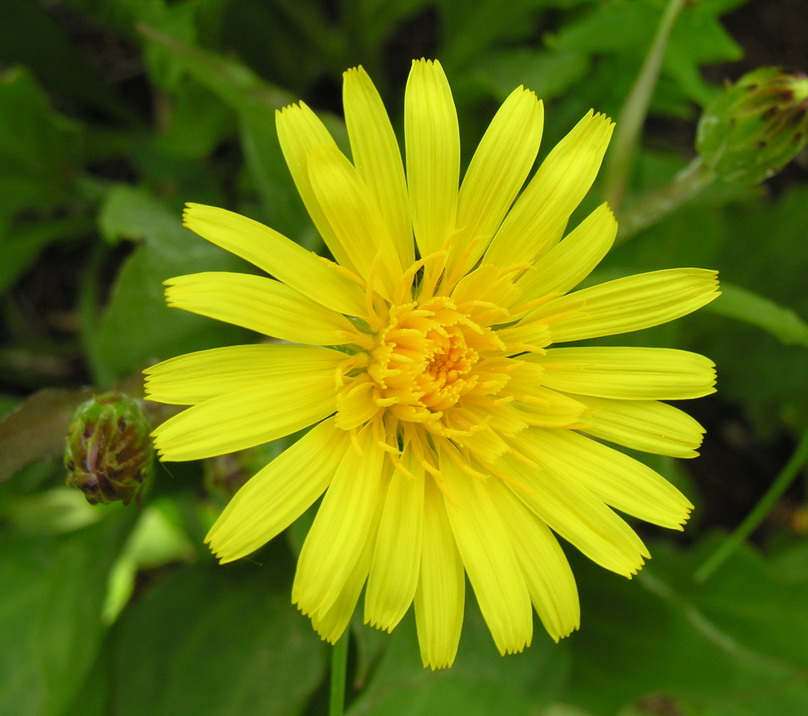
Virága közelről